# Ludwig Berger (regissör)
Ludwig Berger, född 6 januari 1892 i Mainz, Kejsardömet Tyskland, död 18 maj 1969 i Schlangenbad, Västtyskland, var en tysk filmregissör och manusförfattare, verksam i Tyskland, Frankrike och USA. Under Nazitysklands existens levde Berger i exil i Nederländerna. Berger tilldelades 1964 tyska filmhederspriset Filmband in Gold. Under sina sista år arbetade han nästan helt med tysk TV-teater.

## Filmregi i urval
- 1925 – En valsdröm
- 1928 – Fädernas missgärningar
- 1928 – Syndens gata (ej krediterad)
- 1929 – Brinnade hjärtan
- 1930 – Charmören på lilla caféet
- 1932 – Dag ut och natt in
- 1933 – Valskriget
- 1940 – Tjuven i Bagdad